# نان بوکر

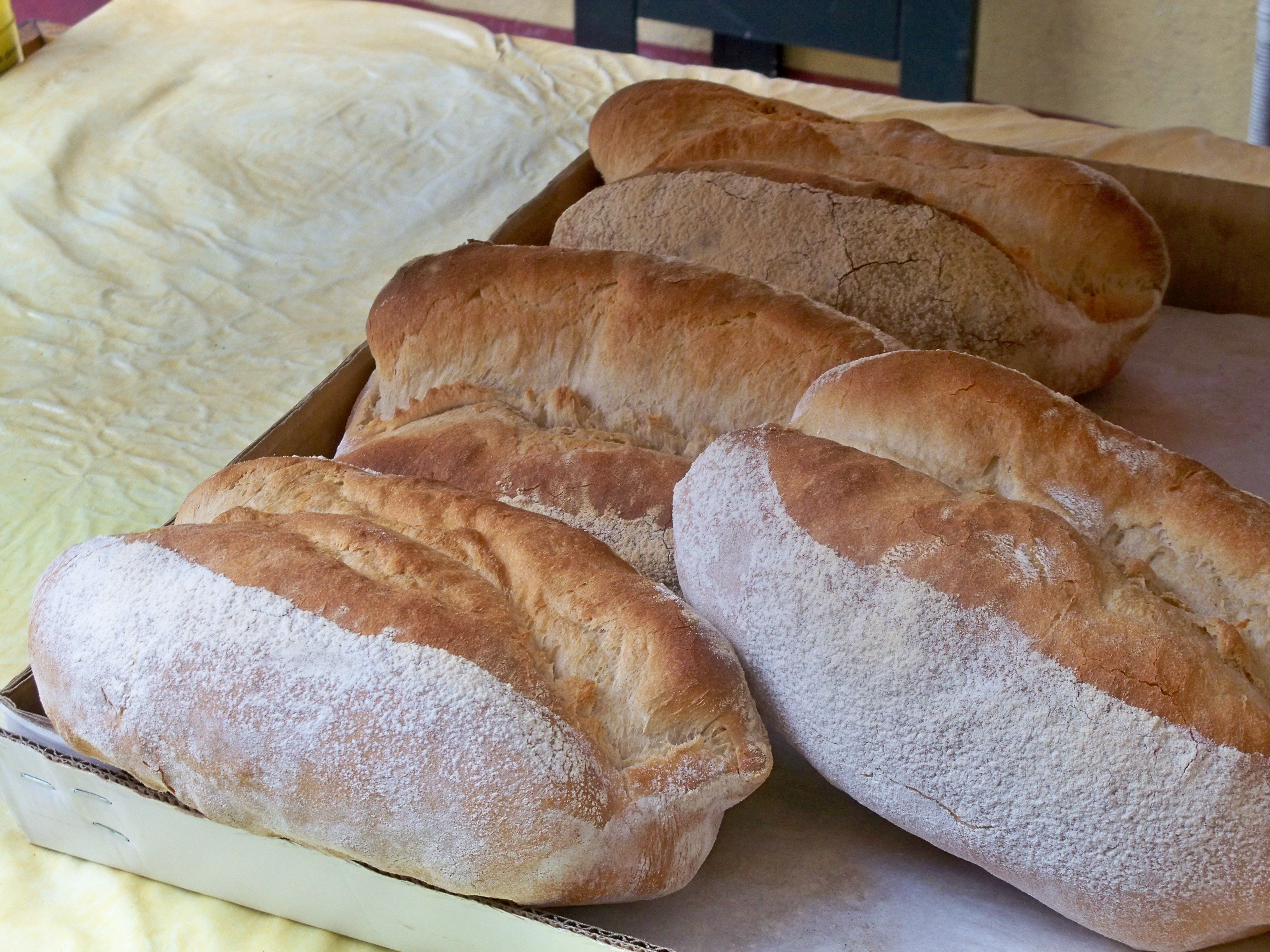

نان بوکر یکی از انواع نان فرانسوی است که خاستگاه آن منطقه بوکر، گار است. طعم خاص این نان به دلیل ورز دادن و تخمیر طولانی آن است. این نان برخلاف نان وینی که با مخمر آبجو تهیه می‌شود این مزیت را دارد که بدون سفت شدن نگهداری می‌شود.
این یک نان خمیر ترش است که از خمیر سفت استفاده می‌کند، و در عین حال منجر به یک نان پوسته دار با فضای داخلی باز و هوا می‌شود که معمولاً با خمیر بسیار مرطوب همراه است.